# Elyria, Ohio
Elyria är administrativ huvudort i Lorain County i delstaten Ohio. Orten har fått sitt namn efter grundaren Heman Ely. Elyria hade 54 533 invånare enligt 2010 års folkräkning.

## Kända personer från Elyria
- Thelma Drake, politiker
- William Squire Kenyon, politiker
- Brianne McLaughlin, ishockeyspelare